# Josiane Balasko
Josiane Balasko, född 15 april 1950 i Paris, är en fransk skådespelare och manusförfattare. Balasko började synas på fransk film i början av 1970-talet och blev mycket känd i Frankrike 1978 då hon spelade en av semesterfirarna i komedifilmen Les bronzés. Hon tilldelades 1996 Césarpriset för bästa manus till filmen Kvinna i slips. 2000 tilldelades hon även en Hederscésar.
Hon är mor till skådespelaren Marilou Berry.

## Filmografi, urval
- 1976 – Hyresgästen
- 1978 – Les bronzés
- 1979 – Les bronzés font du ski
- 1981 – Le Maître d'école
- 1982 – Le père Noël est une ordure
- 1983 – Papy fait de la résistance
- 1995 – Kvinna i slips
- 2007 – Ruby Blue
- 2009 – Igelkotten
- 2011 – Livet som tre
- 2018 – I guds namn